# Johannes Lulofs

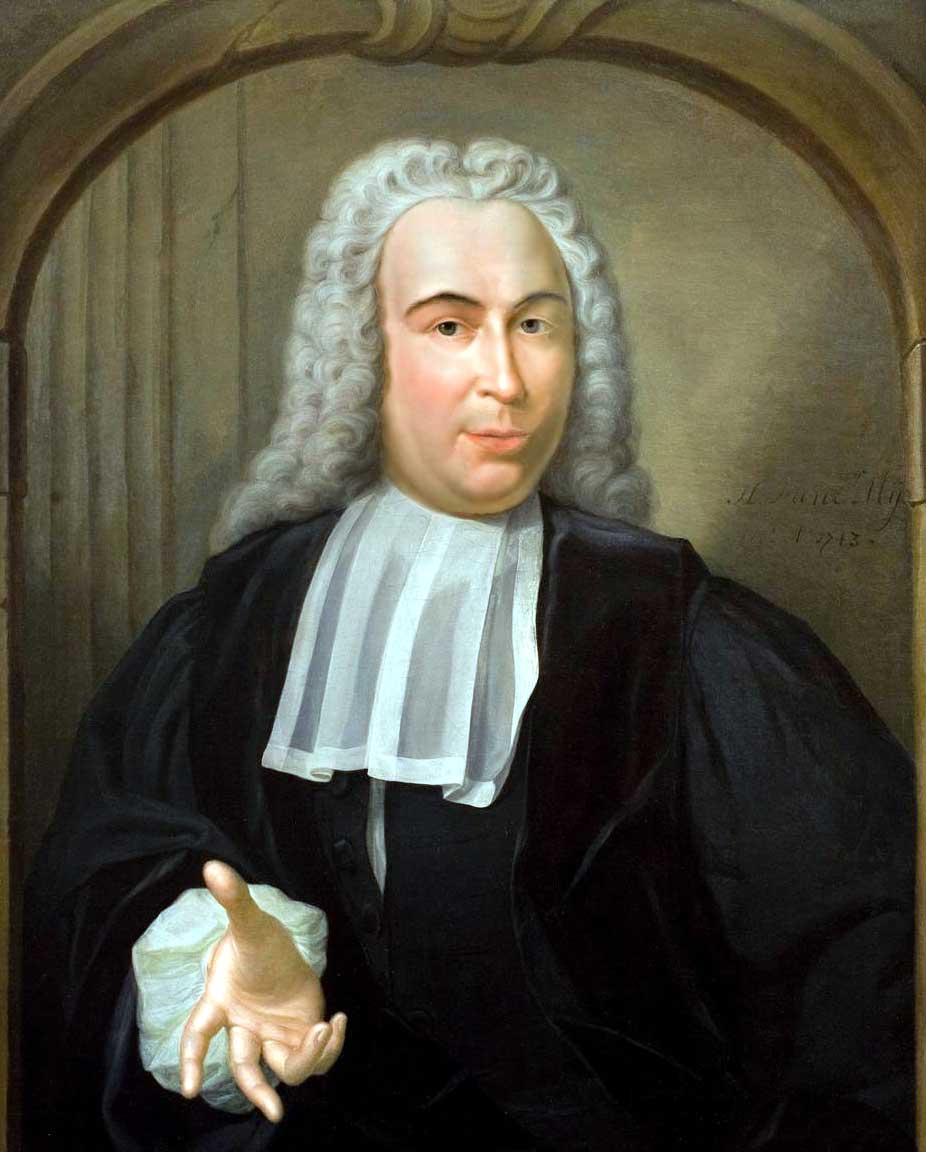
Johannes Lulofs

Johannes Lulofs (auch: Jan Lulofs oder Johan Lulofs; * 5. August 1711 in Zutphen; † 4. November 1768 in Leiden) war ein niederländischer Astronom, Mathematiker und Physiker.

## Leben
Johannes Lulofs war Sohn von Jan Lulofs und dessen Frau Maria Elisabet Odé. Am 7. August 1711 wurde er getauft. Er hatte das Gymnasium seiner Heimatstadt besucht und 1729 zunächst ein Studium der philosophischen Wissenschaften an der Universität Utrecht aufgenommen. In Utrecht hatte er am 9. November des Jahres eine Abhandlung de causis, propter quas zona torrida est habitabilis verteidigt. Er erwarb mit der thematischen Abhandlung über das Nordlicht de aurora horeali (Utrecht 1731) unter Jacobus Odé am 15. Juni 1731 den akademischen Grad eines Magisters der Philosophie. Danach absolvierte er ein Studium der Rechtswissenschaften. Für weitere Studien bezog er am 24. September 1733 die Universität Leiden. Nach Utrecht zurückgekehrt, promovierte er am 16. Dezember 1734 mit dem Thema de mathemat. et malefic. unter Everard Otto zum Doktor der Rechte. Bereits in dieser Arbeit zeigte er seine Verbundenheit zu den mathematischen Wissenschaften, da er die Beziehungen des römischen Rechts zu den mathematischen Wissenschaften untersuchte.
Danach arbeitete er als Advokat in seiner Geburtsstadt. Während jener Zeit machte er sich als Übersetzer einiger Werke einen Namen. So wäre hier seine 1738 erschienene Schrift Richard Beutley Thorheit der Unvernunft der Gottesläugner (Amsterdam 1738) zu nennen. Er veröffentlichte 1741 eine niederländische Übersetzung des naturwissenschaftlichen und astronomischen Handbuchs des englischen Newton-Anhängers John Keill (1671–1721) Introductio ad verani physicam et veram astronomiam. Es erschien unter dem Titel Inleidinge tot de waare natuur- en sterrekunde, of de natuur- en sterrekundige lessen (Leiden 1741). Eine zweite Übersetzung desselben Jahres behandelte eine Abhandlung von Peder Horrebow über das heliozentrische Weltbild von Nikolaus Kopernikus.
Dieses Engagement bewog offenbar die Kuratoren der Leidener Hochschule, ihn am 12. Juni 1742 zum Professor für Astronomie und Mathematik zu berufen. Diese Aufgabe nahm er an und hielt am 18. September 1742 seine Einführungsrede De causis Astronomiae promotae. Mit dieser Professur war auch die Leitung der Sternwarte Leiden verbunden. Am 8. Februar 1744 erhielt er eine Berufung zum Professor für Ethik und Metaphysik, welche er am 22. Juni 1744 mit der Rede De utilissimo, sed hactenus raro matheseos ac metaphysices connubio  übernahm. In seiner Eigenschaft als Leidener Hochschullehrer beteiligte er sich auch an den organisatorischen Aufgaben der Hochschule und war 1755/56 Rektor der Alma Mater. 1752 hatte man ihn zum Generalinspekteur der Flüsse in Holland und Westfriesland ernannt. Er war am 8. August 1736 auswärtiges Mitglied der königlich Preußischen Akademie der Wissenschaften in Berlin geworden und 1752 Mitglied der Gesellschaft der Wissenschaften in Haarlem. Von Joseph Nicolas Delisle wurde er 1758 als korrespondierendes Mitglied der Académie des sciences in Paris benannt.
Lulofs hat keine signifikanten Entdeckungen gemacht oder innovative Ideen entwickelt. Seine Publikationen, die in einigen Büchern und Fachjournalen seiner Zeit veröffentlicht wurden, behandelten die Organisation des Wasserwesens, astronomische Beobachtungen, physikalische Erklärungen und mathematische Geographie. Lulofs, der selbst sehr religiös veranlagt war, versuchte die naturwissenschaftlichen Erkenntnisse seiner Zeit auch theologisch zu untermauern. Als Vertreter einer nicht scharf trennenden natürlichen Theologie, der Naturwissenschaften und der Philosophie ist er somit ein typischer Vertreter der Aufklärung in den Niederlanden des 18. Jahrhunderts. So steht er ganz in der Tradition eines Isaac Newton, Pieter van Musschenbroek und Willem Jacob ’s Gravesande.

## Werke
- Disputatio philosophica de causis, propter quas zona torrida est habitabilis. van Megen, Utrecht 1729.
- Disputatio philosophica inauguralis de aurora boreali. van Megen, Utrecht 1731. (Digitalisat)
- Voornaamste waarheden. Amsterdam 1738
- Inleidinge tot de waare natuur- en sterrekunde, of de natuur- en sterrekundige lessen (…). Leiden 1741 (Übersetzung von John Keill, books.google.de)
- De zegepralende Copernicus of eene verhandelinge over het verschilzicht des jaarlykschen loopkrings, waar in uit een menigte van sterrekundige waarnemingen de beweginge des aardkloots rondom de zon betoogt word. Zutphen 1741, Leiden / Zutphen 1750, (Übersetzung von Peder Horrebow)
- Oratio De causis Astronomiae promotae. Verbeek, Leiden 1742. (Digitalisat)
- Oratio De utilissimo, sed hactenus raro matheseos ac metaphysices connubio. Verbeek, Leiden 1744. (Digitalisat)
- Introductio ad cognitionem atque usum utriusque globi, institutionibus domesticis adoommodata. 1743–1748, 3 Bände. 1763 In: Deutsch Abraham Gotthelf Kestner: Einleitung zu der mathematischen und physikalischen Kenntnis der Erdkugel. Göttingen / Leipzig 1755 (15353435 im VD 18.)
- Inleiding tot eene natuur- en wiskundige beschouwinge des aardkloots. (tot dienst der landgenooten) Leiden 1750
- Primae lineae theologiae naturalis theoreticae secundum normam emendatae ontologiae et pneumatologiae. Leiden 1756, 1768 (books.google.de)
- De jure summi imperantis circa sacra. Leiden 1756
- Oratio De iis, quae in his regionibus astronomiae, praesertim practicae, cultui hactenus fuerunt impedimento. 1756
- Oratio funebris in obitum Johannis van den Honert, T. H. filii, S. S. theologiae doctoris. Leiden 1758
- Grond-beginselen der wynroey- en peilkunde, ten dienste der landgenooten. Leiden 1764 (books.google.de)